# Uri Carsenty
Uri Carsenty (1949.), izraelski planetolog

## Životopis
Rođen 1949. godine. 
Član Međunarodne astronomske unije. Radio je u DLR-u u Berlinu-Adlerhofu, njemačkoj svemirskoj agenciji. Ondje je radio na razvijanju kamera i elektronike za svemirske misije istraživanja planeta. Bio je "mozak i srce" iza organizacije ACM 2002. godine. Osobito se bavio instrumentima za sonde namijenjene proučavanju asteroida i kometa: radio je na instrumentima VIRTIS od Rosette, HRSC Mars Expressa i na Framing Camera od Dawna.
Proučavao je udare fragmenata kometa D/1993 F2 Shoemaker-Levy 9 na planet Jupiter. 4. rujna 1996. otkrio je s talijanskim astronomom Stefanom Mottolom asteroid .
Skupa sa skupinom drugih otkrio je Roj (eng. The Swarm), lanac (lat. catena) kratera na asteroidu Vesti sastavljen od 1600 malih kratera.
Sa švedskim astronomom Claesom-Ingvarom Lagerkvistom otkrio je periodični komet 308P/Lagerkvist-Carsenty. 
Prema Carsentyju se zove asteroid (13333) Carsenty.

## Djela
Izbor iz djela:
- 2010. GRB 101008A: 1.23m CAHA optical observations[10]
- 2011. Rotational Properties of the Jupiter Trojans: I. Light Curves of 80 Objects[11]
- 2013. THE “SWARM” - A PECULIAR CRATER CHAIN ON VESTA[8]